# Adobe Premiere Pro
Adobe Premiere Pro er et videoredigeringsprogram, udviklet af Adobe Systems. I sin seneste udgave medfølges det i Adobe Creative Suite 3, sammen med blandt andre Photoshop, Illustrator og Flash. Programmet er i sin CS3-udgave desuden optimeret til samarbejde med After Effects.
Premiere Pro anvendes først og fremmest til klipning, men kan i et begrænset omfang også tillæge både lyd- og visuelle effekter til produktionen. Ydermere understøttes også en capture/grabbing-enhed der overfører videomateriale fra kamera til computer.

## Overblik
Ligesom mange af sine søsterprodukter anvender det princippet med "lag," således at øverste video i lagene er forrest på ethvert givent tidspunkt. Udfylder det ikke hele billedet, eller eksempelvis har transparent områder eventuelt bearbejdet med chroma keying, udfyldes det gennemsigtige områder med billedet fra næste lag, osv. Effekterne hjælper til eksempelvis at justere et billedes farver, kontraster, skarphed, mætning, mm. – og dialogboksene er i fleste tilfælde identiske med dem fra andre CS3-produkter.

### Projekter og filformater
Programmet gemmer i sit eget projektformat, der ikke indeholder det egentlige video- og lydmateriale, men derimod referencer til samme. Ulempen er hermed at projektet ikke umiddelbart kan eksporteres såfremt materialet ligger spredt på computeren eller fylder meget (en times DV-optagelse tilsvarer ca. 13GB). Har man derimod klippet et filmstykke på 2 minutter ned til 40 sekunder, og man får brug for noget af det gamle, kan man med drag & drop udvide stykket, hvormed det genindsætter materialet. Til filimport understøttes blandt andet wmv, avi og mpeg. Premiere kan også "grabbe" direkte fra kameraet.